# Mirada de Kubrick
La mirada de Kubrick (en inglés: Kubrick stare) es una técnica de dirección cinematográfica utilizada para retratar personajes locos o inestables en el cine.
En una mirada de Kubrick, un actor mira por debajo de la línea de la frente e inclina la cabeza hacia la cámara. El actor puede sonreír de manera siniestra o mirar directamente a la cámara, lo que puede crear la ilusión de que está mirando más allá de la cámara y directamente al público. Los directores utilizan la mirada para transmitir que un personaje se ha vuelto peligrosamente inestable mentalmente y, a menudo, para presagiar algo «intenso».
Considerada «una de las tomas más reconocibles del cine» por The Daily Telegraph, la técnica lleva el nombre de Stanley Kubrick, quien la usó a menudo, pero también ha sido utilizada por otros directores antes y después.

## Uso

### Orígenes y Kubrick
Lo que más tarde se conocería como la mirada de Kubrick fue utilizada por primera vez por el director Alfred Hitchcock al final de Psicosis (1960), pero el origen del término se encuentra en la realización de La naranja mecánica (1971) de Stanley Kubrick. Según el actor Malcolm McDowell, mientras filmaba la película, Kubrick le pidió a McDowell que reaccionara al escuchar música de Beethoven para una escena. Después de varios intentos, coincidieron en una expresión con los ojos «un poco levantados y vidriosos». El director de fotografía Douglas Milsome lo denominó la «mirada de Kubrick», acuñando el término. Kubrick encontró la mirada de McDowell lo suficientemente convincente como para ponerla en el cartel de La naranja mecánica.

### Uso por Kubrick y otros
Kubrick utilizó ampliamente la técnica que lleva su nombre en casi todas sus películas, especialmente en Full Metal Jacket (1987), El resplandor (1980) y La naranja mecánica (1971). Manohla Dargis argumentó que la mirada de Kubrick fue perfeccionada por Jack Nicholson en El resplandor. En la era moderna, directores y actores también han confiado en esta técnica para transmitir el trastorno. Se puede ver en The Silence of the Lambs (1991), Donnie Darko (2001) y Batman (1989). En particular, el supervillano Joker se ha asociado con la mirada de Kubrick debido a que el actor Heath Ledger la usó mucho en The Dark Knight (2008). La película Smile (2022) gira en torno a una mujer perseguida por una entidad de muchas caras que constantemente le sonríe mientras le mira fijamente como Kubrick.

## Recepción y análisis

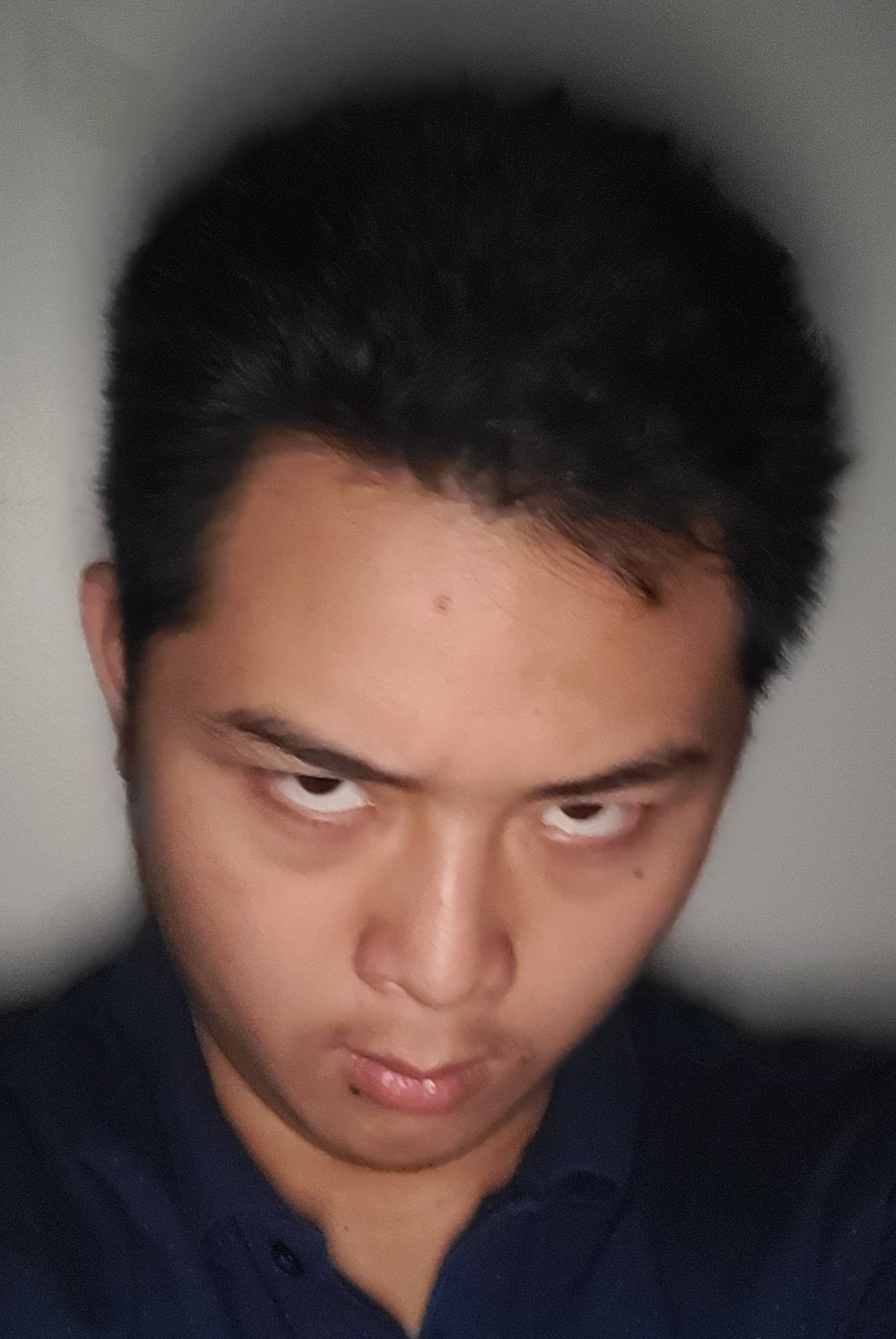
Una mirada de Kubrick exitosa puede ser «invasiva».

Basándose en las teorías de Jacques Lacan, Far Out sostiene que la mirada de Kubrick rompe la barrera entre el mundo ficticio y el de los espectadores, haciendo que la audiencia se involucre aún más en los medios. De manera similar, el investigador Matthew Melia señala que un actor que realice la mirada fija dará la impresión de que está mirando más allá de la cuarta pared y directamente al público. Describe la técnica como «invasiva» y «preocupante». Slate comenta que la expresión facial quizás no tenga rival a la hora de evocar miedo en el cine. De manera similar, The Telegraph describe la mirada como un deleite del malestar del espectador.
Al analizar una mirada específica de Kubrick en Full Metal Jacket, el estudioso Jens Kjelgaard-Christiansen señala que las cejas bajas y la boca sonriente del personaje parecen contradecirse entre sí, indicando ira y alegría al mismo tiempo. Añade que las miradas anormales pueden parecer espeluznantes, ya que los humanos leen las emociones en los ojos.
Robbie Collin, escribiendo en The Daily Telegraph, opina que sólo los actores con una «amenaza enroscada» innata en sus estructuras faciales son capaces de interpretar bien una mirada de Kubrick, independientemente de su talento o capacidad de actuación. Comenta que Jack Nicholson parece verse constantemente como si estuviera haciendo una mirada de Kubrick, debido a «la curvatura de sus cejas y la curvatura de sus labios». Manohla Dargis, en su reseña de Furiosa: de la saga Mad Max (2024), comenta que Anya Taylor-Joy es adecuada para interpretar la mirada de Kubrick, ya que tiene ojos grandes, cuyo blanco se acentúa cuando mira hacia arriba.
El crítico de cine Roger Ebert se queja de que la decisión de Kubrick de filmar a Alex DeLarge, un personaje amoral de La naranja mecánica, desde arriba hace que Alex parezca «mesiánico» en lugar de villano. También critica a Kubrick por abusar de la técnica asociada a él en una reseña de Full Metal Jacket, afirmando que «estropea parte del suspense».